# Radomír Šimůnek (ur. 1983)
Radomír Šimůnek junior (ur. 6 września 1983 w Jilemnicach) – czeski kolarz przełajowy, dwukrotny medalista mistrzostw świata.

## Kariera
Pierwszy sukces w karierze Radomír Šimůnek jr osiągnął w 2001 roku, kiedy zdobył srebrny medal w kategorii juniorów podczas mistrzostw świata w Taborze. Cztery lata później był drugi w kategorii U-23 na mistrzostwach świata w St. Wendel, przegrywając tylko ze swym rodakiem, Zdenkiem Štybarem. W kategorii elite najlepszy wynik osiągnął w 2008 roku, kiedy podczas mistrzostw świata w Treviso był piąty. W Pucharze Świata najlepsze wyniki osiągnął w sezonie 2012/2013, kiedy był szósty w klasyfikacji generalnej.
Jego ojciec, Radomír senior, również był kolarzem.